# Warszawa 1944
Warszawa 1944, hay còn được biết với tiếng Anh là Warsaw 1944, nguyên gốc là Miasto 44 (Thành phố 44) là một bộ phim Ba Lan kể về cuộc Khởi nghĩa Warszawa năm 1944, trong thời kỳ Đức chiếm đóng Ba Lan trong Chiến tranh thế giới thứ hai. Nó được đạo diển bởi Jan Komasa.

## Bối cảnh
Vào năm 1944, khi Đức Quốc xã đang phải đối mặt với mối nguy từ cuộc tấn công ở phía Đông bởi Liên Xô, lực lượng Ba Lan của quân đoàn khởi nghĩa Armia Krajowa đã quyết định tiến hành ngay cuộc nổi dậy với hy vọng đánh đuổi quân Đức và tránh để người Nga tới thành phố, với hy vọng đòi lại độc lập trước khi Nga kéo tới.
Chiến binh khởi nghĩa Stefan tham gia cuộc nổi dậy. Anh yêu thích nàng thiếu nữ y tá Ala, nhưng cũng thích cả cô nàng cách mạng Kama. Thế nhưng theo dần thời gian cuộc khởi nghĩa, cả hai người Stefan yêu đều dần rời bỏ Stefan, trong khi Stefan cố tìm cách cứu mình bằng việc chạy đến sông Vistula. Trong sự cô độc, hình bóng của Ala tái hiện, trên con đường chạy thoát của anh...

## Diễn viên
- Józef Pawłowski - Stefan Zawadzki
- Zofia Wichłacz - Biedronka (Alicja Saska)
- Anna Próchniak [pl] - Kama (Kamila Jedrusik)
- Antoni Królikowski [pl] - Beksa
- Maurycy Popiel [pl] - Góral
- Filip Gurłacz - Rogal
- Tomasz Schuchardt - Kobra